# 埃烏拉

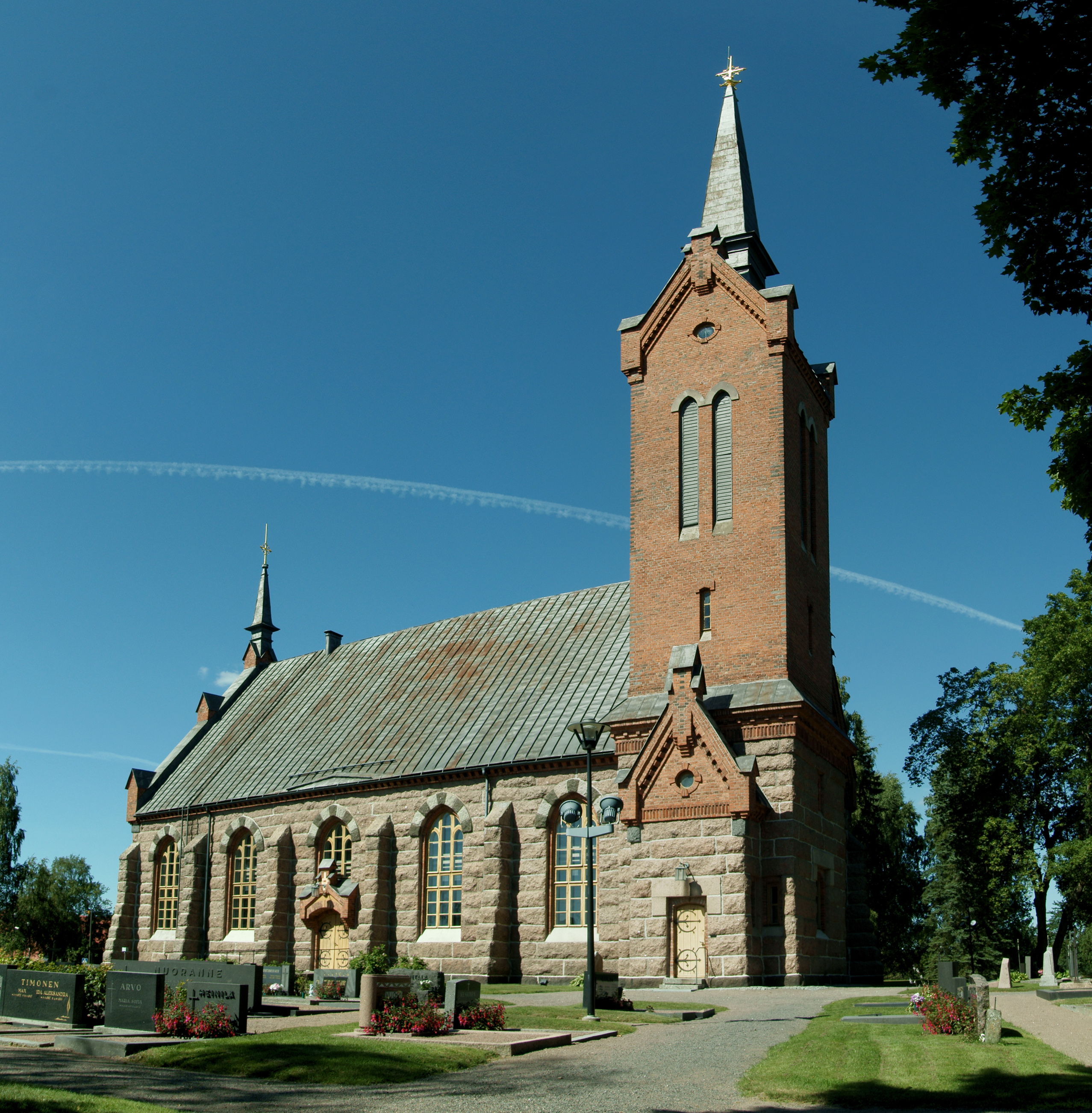
埃烏拉教堂

埃烏拉（芬蘭語：Eura）是芬蘭的市鎮，位於該國南部，在萨塔昆塔区内，距離首都赫爾辛基210公里，始建於1689年，面積630平方公里，2013年人口12,406，人口密度為每平方公里21.43人。

## 外部連結
- 埃烏拉市鎮官方网站（页面存档备份，存于） （文）